# Стівен Кові
Сті́вен Рі́чардз Ко́ві (24 жовтня 1932 — 16 липня 2012) — американський освітянин, письменник, підприємець та мотиваційний спікер. Найвідомішою його книгою є «7 звичок надзвичайно ефективних людей». Також він є автором таких книг, як «Перше спочатку», «Принципо-центричне лідерство», «7 звичок надзвичайно ефективних сімей», «Восьма звичка: від ефективності до величі» та інших. У 1996 році журнал «Time» назвав його одним із 25 найвпливовіших людей. В останні роки життя був професором у Школі бізнесу Джона Гантсмена в Університеті штату Юта.

## Життєпис
Стівен Кові народився в сім'ї Стівена Ґленна Кові та Ірен Луїзи Річардз Кові в місті Солт-Лейк-Сіті, штат Юта, США, 24 жовтня 1932. Він виховувався у побожній і закритій мормонській родині, і його батьки винятково підтримували все, чим він займався. У Стівена було три сестри та брат Джон, якого він вважав своїм найкращим другом. Його дідусь, Стівен Мак Кові заснував оригінальну, на той час, бізнес-ідею мотелю «Little America» на шосе поблизу м. Грейнджер, штат Вайомінг. Це був сімейний бізнес і очікувалося, що саме Стівен після закінчення університету візьме на себе роль його просування та розвитку. Однак, Стівен та його брат Джон мали намір стати вчителями, після чого бізнес був проданий.
В дитинстві Стівен займався спортом, але в молодших класах середньої школи через проблеми з кістками перенаправив свою увагу на навчання. У старшій школі він захопився публічними виступами та дебатами, та маючи хорошу успішність у школі закінчив її швидше.

### Освіта
С. Кові вступив до Університету штату Юта у віці 16 років і закінчив зі ступенем бакалавра наук з ділового адміністрування у віці 20 років. Після здобуття ступеня бакалавра С. Кові за покликом віри поїхав до Англії служити свою дворічну місію для Церкви. Повернувшись до США вирішив вступив до програми магістра ділового адміністрування в Гарвардському університеті та закінчив її у липні 1962 році. Після закінчення він повернувся у місіонерську діяльність, служачи першим президентом Ірландської місії церкви.
Потім С. Кові повернувся до рідного штату Юта, де став помічником президента Університету Бригама Янга та професором управління бізнесом, одночасно працюючи над доктором релігійної освіти (DRE).
Філософські погляди у сфері менеджменту формували у Кові під впливом таких видатних вчених у галузі менеджменту та психології, як Пітера Друкера та Карла Роджерса. Іншим ключовим впливом на його мислення стало дослідження американських книг по саморозвитку, які він використовував для своєї докторської дисертації. У період студентства був членом міжнародного братства «Пі Капа Альфа».

### Професійна діяльність
Все життя займався ораторською діяльністю, а також виступав та викладав принципи саморозвитку. У 60-х роках в Англії та Ірландії Стівен Кові проводив публічні мотиваційні заходи та виступи, проповідував ідеї та принципи християнства. Після повернення у США викладав управління в Університеті Брігама Янга та займав там адміністративні посади. А потім був призначений доцентом на кафедрі бізнесу у 1970 році.
Сферою наукових інтересів С. Кові було дослідження людської сторони успіху в Америці, про що свідчить «література успіху» з 1776 року. У своїх дослідженнях С. Кові виявив, що протягом перших 150 років існування американської нації більшість літератури, присвяченої цій темі, зосереджувалася на питаннях характеру та побудови характеру — архетипом стала автобіографія Бенджаміна Франкліна. Але за словами С. Кові, після Другої світової війни, фокус у питанні успішності змістився на культивування певних навичок і прийомів поведінки, просуванню певного іміджу, щоб стати «успішним». Для С. Кові це стало предметом роздумів та знаходження способів переконати людей припинити зосереджуватися на поверхневій чарівності та повернутися до формування характеру. Приблизно в цей же час він перейшов від адміністративних посад до викладання організаційної поведінки у відділі бізнесу. Результатами глибоких досліджень та роздумів були праці написані Стівеном Кові у 1970—1971 роках, це зокрема «Духовні корені людських відносин» і «Як досягти успіху з людьми».
Бачення особистісного розвитку через формування характеру застосовувалось Стівеном Кові, як навчальна програма організаційної поведінки, яка збирала великі студентські аудиторії. У 1985 році, щоб залучити більшу та ширшу аудиторію, він припинив викладацьку діяльність і заснував Центр лідерства Кові у м. Прово, передавши все своє особисте майно під заставу. Вкладені інвестиції виявились успішними для С. Кові та 7-ми інших інвесторів, які повірили в його бачення лідерства та успіху.
У 1996 році тодішній 63 -річний С. Кові був названий одним із 25 найвпливовіших американців, за версією журналу"Time". Також виконував роль консультанта при 50-ти президентах та політиків різних держав світу, зокрема у цей список входить президент Білл Клінтон та американський політик-республіканець Ньют Гінгріч.
У 1997 році Центр лідерства Кові об'єднався з Franklin Quest, який розвивав програми управління часом, після чого сформувалась компанія Franklin&Covey. Це міжнародна компанія із надання професійних послуг підвищення продуктивності та інструментів навчання, яка продає свій освітній продукт як фізичним особам, так і корпораціям та підприємствам. Місія компанії говорить: «Ми розвиваємо велич в людях та організаціях всюди».

## Творчий доробок

### 7 звичок надзвичайно ефективних людей
Основна стаття: 7 звичок надзвичайно ефективних людей
На хвилі успіху у 1989 році С. Кові опублікував «Сім звичок надзвичайно ефективних людей», який майже п'ять років залишався в списку бестселерів «The New York Times» та була продана більш ніж 20 мільйонами примірників на 38 мовах світу. Аудіоверсія є найбільш продаваним публіцистичним аудіо в історії та першою нехудожньою аудіокнигою в історії видавництва США, яка продала більше мільйона примірників.
Вчення C. Кові має форму низки звичок, що проявляються як просування від залежності через незалежність до взаємозалежності. Ці «звички» поширюються від особистого рівня індивідуального характеру до міжособистісних стосунків з родиною, друзями та колегами, до відносин між бізнесом та іншими організаціями суспільства. Однак, перш ніж вдалося перейняти сім звичок Стівен Кові заявив, що «зміна парадигми» — це зміна сприйняття і того, як працює світ. Кові заперечує те, що він називає «етикою особистості», як він вважає поширеним у багатьох сучасних книгах із саморозвитку. Він пропагує те, що він називає «етикою характеру»: узгоджує свої цінності з універсальними і позачасовими принципами.

### Восьма звичка
У 2004 році С. Кові опублікував «Восьму звичку: від ефективності до величі» як продовження «Семи звичок» . На думку автора, зі збільшенням викликів та складністю у відносинах, сім'ях, професійному житті та спільнотах, які виникли у ХХІ столітті, ефективності недостатньо. Книга С. Кові присвячена тому, як перейти від ефективності до величі.
Восьма звичка, яка, за словами С. Кові, потрібна в інформаційну епоху, базується на цитаті самого Кові: «Знайди свій голос і надихай інших знайти його». У книзі детально описано, як, знайшовши власний голос, лідер надихає інших визнати власну цінність та потенціал, створюючи енергійне та ефективне робоче середовище, де всі люди відчувають себе зацікавленими та натхненними для досягнення успіху.

### Лідер у мені
Стівен Кові у листопаді 2008 року опублікував книгу «Лідер у мені». Де він розповідає історію про те, як деякі школи, батьки та керівники підприємств включили «7 звичок» у свої освітні програми, коли вони зіткнулися з проблемою підготовки наступного покоління до вирішення великих викликів та можливостей ХХІ століття.
Зокрема, книга показує, як початкова школа в м. Ролі, штат Північна Кароліна, вирішила спробувати включити «7 звичок надзвичайно ефективних людей» та інші основні навики лідерства до навчальної програми унікальними та творчими способами. Вони навчали учнів початкових класів принципам особистого лідерства та ефективності, знайденим у «7 звичках», використовуючи щоденну мову та ідеї, адаптовані для маленьких дітей. Вчителі та батьки також навчалися звичкам та принципам, які передбачала програма, створюючи спільну мову та культуру, що підтримувала навчальний процес.
Натхненні успіхом директора Мюріель Саммерс та вчителів школи міста Ролі, інші школи та батьки по всьому світу прийняли цей підхід та інтегрували в свою систему освіти.

## Особисте життя
Під час місіонерства С. Кові познайомився із Сандрою Меріл, яка подорожувала за кордоном із хором. Вони одружилися 14 серпня 1956 року в храмі Солт-Лейк. За час перебування в м. Прово, штату Юта вони з Сандрою виховували дев'ятеро дітей (Синтію, Марію, Стівена М. Р., Шона, Девіда, Кетрін, Колін, Дженні та Джошуа). Сім'я для Стівена Кові завжди була найвищою цінністю, пишався тим, що був зразковим сім'янином та дідусем для 52-х онуків. У 2003 році отримав премію за батьківство, яка присуджувалась в рамках Національної програми батьківства.

## Смерть
У квітні 2012 року Стівен Кові здійснював велосипедну прогулянку в парку Рок-Каньйон у місті Прово, штат Юта, коли він не впорався з керуванням та зазнав серйозних травм голови й тулуба. За словами його дочки, Кетрін Сейджерс, шолом під час падіння зісковзнув і він головою вдарився в тротуарну частину. Також зазнав тріщин ребер та частково пошкодив легені.
Кові помер від ускладнень, спричинених аварією на велосипеді в регіональному медичному центрі Східного Айдахо в Айдахо-Фоллз, штат Айдахо, 16 липня 2012 року у віці 79 років.

## Відзнаки та нагороди
- Міжнародна премія «Підприємець року» та національна премія «Підприємець року» за особливі досягнення в області бізнес-лідерства (1994).[19]
- Медаль коледжу Томаса Мора за заслуги перед людством.[20]
- Звання «Оратор року» (1999)
- Премія за батьківство (2003), що присуджується в рамках Національної програми батьківства.[21]
- Включено до числа 25 найбільш впливових американців за версією журналу Time (1996).[22]
- Міжнародна премія «Людина миру» сикхів 1998 року.[23]
- Занесений до Зали слави підприємницького форуму долини Юта 14 листопада 2009 р.[24]
- 2004 нагорода «Золотий молоток» від Toastmasters International[25]

## Українські переклади
- Восьма звичка: від успішності до величі / Стівен Р. Кові ; пер.з англійської Катерини Сисоєвої. — Київ: Видавництво Олексія Капусти, 2005. — XVI, 385 с.
- 7 звичок надзвичайно ефективних людей: потужні інструменти розвитку особистості / Стівен Р. Кові ; пер. з англ. Олени Любенко. — Харків: Клуб сімейного дозвілля, 2014. — 382 с. — ISBN 978-966-142-945-0.
- Восьма звичка: від ефективності до величі / Стівен Р. Кові ; пер. з англ. Олени Замойської. — Харків : Клуб сімейного дозвілля, 2017. —  495 с. — ISBN 978-617-122-563-3
- 12 важелів успіху / Стівен Р. Кові ; пер. з англ. Романа Клочка. — Львів : Видавництво Старого Лева, 2017. — 208 с. — ISBN 978-617-679-322-9.